# فيولا شفيق
فيولا شفيق (بالإنجليزية: Viola Shafik)‏ كاتبة ومخرجة مصرية ألمانية، وُلدت في مدينة شايونايخ بالقرب من شتوتغارت بألمانيا في 24 يوليو 1961. درست في القاهرة قبل أن تلتحق بأكاديمية الفنون الجميلة في شتوتغارت. كما درست الدراسات الشرقية والألمانية في مدينة هامبورغ. وحصلت على درجة الدكتوراة في عام 1994 عن أطروحتها السينما العربية: التاريخ والهوية الثقافية، والتي نُشرت باللغة الألمانية في عام 1996 وبالإنجليزية في القاهرة في عام 1998. ونشرت كتاب السينما العربية: تاريخ وهوية باللغة الإنجليزية عام 1990 من قبل الجامعة الأمريكية قسم النشر. وتخصصت في إخراج الأفلام الوثائقية، وأخرجت شفيق العديد من الأفلام الوثائقية أهمها شجرة الزيتون عام 1993 ورحلة الملكة عام 2003 وجنة علي عام 2011 وأريج رائحة الثورة عام 2014. كما أنها عضو في عدة لجان تحكيم لمهرجانات الأفلام العالمية منذ العام 2007 منها ملتقى دبي السينمائي ولجنة اختيار صندوق السينما العالمية في مهرجان برلين. وقد عملت بتدريس السينما في الجامعة الأمريكية بالقاهرة فيما بين عامي 1998 و2005، حيث قامت بتدريس فن الفيلم والفيلم الوثائقي وتاريخ السينما العربية؛ كما عملت في الترجمة للتليفزيون الألماني.